# Pauly–Wissowa

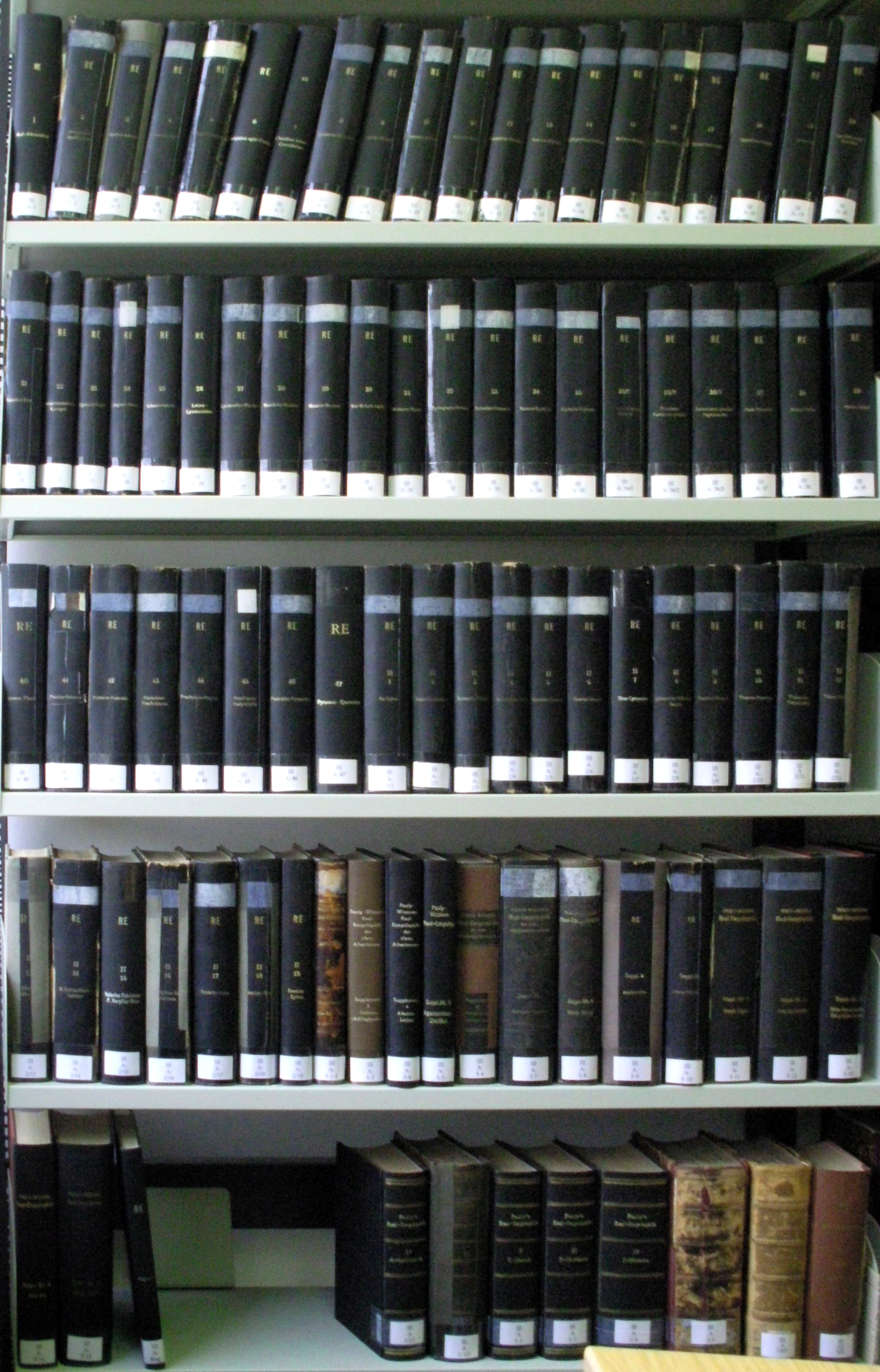
Realencyclopädie der Classischen Altertumswissenschaft 1893–1980 samt åtta tidigare volymer längst ner till höger.

Pauly–Wissowa, egentligen Realencyclopädie der Classischen Altertumswissenschaft (RE), är ett tyskspråkigt uppslagsverk om antiken. Inklusive tillägg omfattar den mer än 80 volymer.
Den första volymen publicerades av August Pauly år 1839. Han dog innan han hann avsluta arbetet. Det avslutades av Christian Waltz och Wilhelm Teuffel år 1852. Denna första upplaga hade sex volymer. År 1890 ville Georg Wissowa komplettera verket, något han räknade med skulle ta tio år. Först 1978 kom den 83:e och sista volymen ut och indexbandet 1980.

## Der Kleine Pauly och Der Neue Pauly
Priset och storleken på Pauly–Wissowa har alltid varit avskräckande, särskilt för allmänheten. Mellan 1964 och 1975 gavs det därför ut en förkortad version på fem volymer som kallas Der Kleine Pauly. En uppdaterad version på 18 volymer, exklusive index, gavs ut mellan åren 1996 och 2003. Den kallas Der Neue Pauly.